# Matzenheim
Matzenheim is een gemeente in het Franse departement Bas-Rhin (regio Grand Est). De gemeente maakt deel uit van het arrondissement Sélestat-Erstein en sinds 1 januari 2015 van het kanton Erstein. Daarvoor hoorde het bij het toen opgeheven kanton Benfeld. Matzenheim telde op 1 januari 2022 1.504 inwoners.

## Geografie
De oppervlakte van Matzenheim bedroeg op 1 januari 2022 7,14 vierkante kilometer; de bevolkingsdichtheid was toen 210,6 inwoners per km².

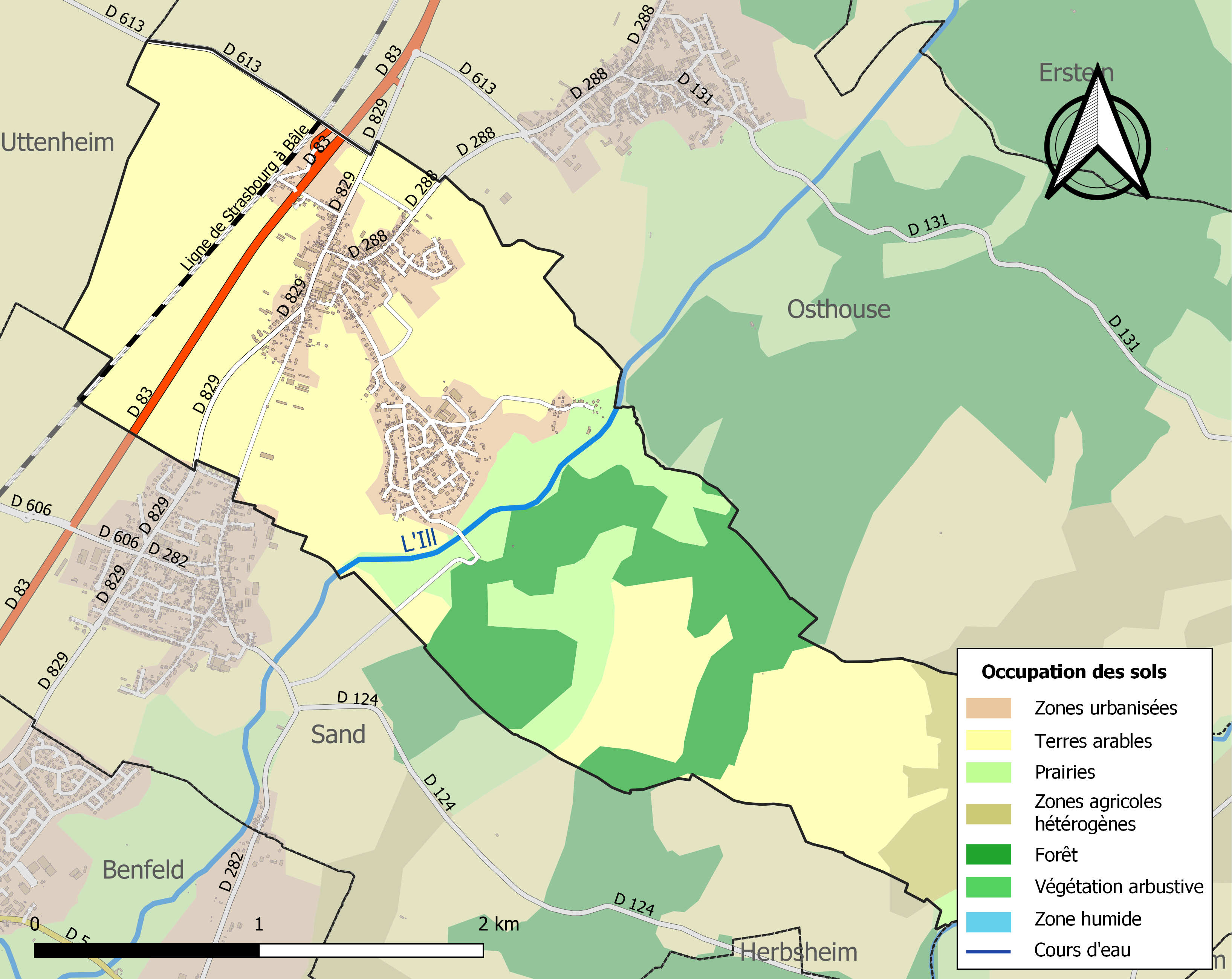
Kaart van de gemeente met de belangrijkste infrastructuur, bodemgebruik en omliggende gemeenten

## Demografie

| 1793 | 1800 | 1806 | 1821 | 1831 | 1836 | 1841 | 1846 | 1851 | 1856 | 1861 | 1866 |
| ---- | ---- | ---- | ---- | ---- | ---- | ---- | ---- | ---- | ---- | ---- | ---- |
| 608  | 512  | 636  | 703  | 758  | 759  | 775  | 701  | 725  | 727  | 720  | 705  |
| 1871 | 1875 | 1880 | 1885 | 1890 | 1895 | 1900 | 1905 | 1910 | 1921 | 1926 | 1931 |
| 767  | 730  | 879  | 952  | 978  | 964  | 968  | 964  | 948  | 971  | 984  | 994  |
| 1936 | 1946 | 1954 | 1962 | 1968 | 1975 | 1982 | 1990 | 1999 | 2006 | 2012 |      |
| 965  | 902  | 1019 | 675  | 667  | 665  | 1027 | 1130 | 1133 | 1377 | 1416 |      |